# Факселл, Мария
Мария Факселл (швед. Maria Faxell, урождённая Камен, Caméen; 1678 ― 1738) ― супруга шведского викария, которая, согласно легенде, предотвратила нападение норвежского отряда на шведскую землю во время Северной войны. 
Мария Факселл была дочерью Бенедикта Свенониса Камена и Кристины Карлберг. Приходилась сестрой Эрланду Камену, который был возведён в дворянское достоинство. В 1695 году она вышла замуж за Свено Эрланди Факселла (1661–1728), викария прихода Кёла, провинция Вермланд, который находился на границе с Норвегией.
В 1710-х годах, во время войны между Швецией и Датско-Норвежской унией, отряд норвежской армии перешёл границу со Швецией и был замечена на ферме в приходе Кёла в Вермланде. Викария в тот день на дома не оказалось, и в его приходе разразилась паника. Факселл вооружила мужчин и некоторых женщин, расположила их на стратегических позициях на территории прихода и велела им кричать, стрелять в воздух и звонить в колокола: норвежцы, согласно местной легенде, оказались напуганы, сочтя, что это была настоящая шведская армия, и быстро отступили.